# هاروكو أوكاموتو
هاروكو أوكاموتو (باليابانية: 石田治子؛ بالكانا: いしだ はるこ) هي متزلجة فنية يابانية، ولدت في 1945 في أوساكا في اليابان.

## وصلات خارجية
- هاروكو أوكاموتو على موقع أوليمبيديا (الإنجليزية)